# استیو شلی
استیو شلی (انگلیسی: Steve Shelley؛ زادهٔ ۲۳ ژوئن ۱۹۶۲) یک موسیقی‌دان اهل ایالات متحده آمریکا است.